# Estero Chinchihuapi
El estero Chinchihuapi (a veces Chinchiguapi) es un curso de agua que nace al oeste de la ciudad de Puerto Montt y fluye en la provincia de Llanquihue, Región de Los Lagos con dirección general noroeste hasta desembocar en la ribera sur del río Maullín.
En sus riberas está ubicado el sitio arqueológico Monte Verde que al momento de su descubrimiento, en la década de los 1970s, llegaron a ser los más antiguos vestigios de población humana conocidos en el continente americano.: 5 